# Otse
Otse est une ville du Botswana qui fait partie du District du Sud-Est. Elle est proche de la frontière avec l'Afrique du Sud
Lors du recensement de 2011, Otse comptait 7 661 habitants.